# Тотоев, Виктор Сосланбекович
Виктор Сосланбекович Тотоев — советский хозяйственный, государственный и политический деятель.

## Биография
Родился в 1908 году. Член ВКП(б) с 1932 года.
С 1932 года — на хозяйственной, общественной и политической работе. В 1932—1968 гг. — в Дигорской машинно-тракторной станции, старший агроном Кировского районного земельного отдела, в Эльхотовской машинно-тракторной станции, заведующий Сельскохозяйственным отделом Северо-Осетинского областного комитета ВКП(б), народный комиссар земледелия Северо-Осетинской АССР, заведующий Сельскохозяйственным отделом Северо-Осетинского областного комитета ВКП(б), председатель Президиума Верховного Совета Северо-Осетинской АССР, заведующий кафедрой сельскохозяйственной экономики Горского сельскохозяйственного института.
Избирался депутатом Верховного Совета РСФСР 2-го и 3-го созывов.
Умер до 1985 года. 